# 立川小春志
立川 小春志（たてかわ こしゅんじ、1982年10月7日 - ）は、日本の落語家。立川談春の弟子であり、落語立川流初の女流真打。出囃子は「二人椀久」。本名：廣瀬 麻美。

## 来歴
東京都港区出身だが、両親はともに関西出身。妹がいる。
港区立青南小学校、青山学院中等部・高等部卒業。高校の同級生に鈴木敦（鈴本演芸場七代目席亭）・田淵裕章（フジテレビアナウンサー）がいる。
東京農工大学農学部に入学。落語研究会に所属、落研の先輩に柳家小八がいる。東京農工大学大学院に進み「粘菅目昆虫の細胞培養」を研究するが１年で中退。
2006年3月、立川談春に入門、前座名「こはる」。大学2年の時、談春の「髪結新三」や「らくだ」を観て衝撃を受けたのが、談春に入門したきっかけである。
中性的な容姿と声から、笑点特大号の若手大喜利などでは男に間違われることをネタにしていた他、大師匠の談志からも入門から1年経過するまで男性だと思われていた。
2012年、二ツ目昇進。
2020年の一年間は真打昇進を前提とした「修業期間」とし、一部の活動を除き、談春の付き人活動に専念していた。そのため、同年1月より落語会への出演・web更新などを原則控えていたが、2021年1月6日紀伊国屋ホールの立川談春の会「春談春」から正式に活動を再開した。
演芸写真家の橘蓮二が、｢令和5年5月5日、新たなるステージへ／立川こはる｣というタイトルで、｢こはるさんの落語は感情に響く音楽性を感じる。｣等というエッセイを、ぴあステージに記述している。
2023年（令和5年）5月5日より真打に昇進し、立川 小春志（こしゅんじ）に改名。7月30日、明治記念館で真打昇進披露宴を開催。受付・司会・余興などは女性で統一、本人は黒紋付姿から白無垢姿にお色直し後一人で登場、会場を沸かせた。
2023年10月28日～11月1日まで5日間「こはる 改メ 立川小春志 真打昇進披露興行」を有楽町朝日ホールで昼夜全10公演開催。
| 日時        | ゲスト       |
| ----------- | ------------ |
| 10月28日 昼 | 柳家三三     |
| 10月28日 夜 | 柳亭市馬     |
| 10月29日 昼 | 柳家喬太郎   |
| 10月29日 夜 | さだまさし   |
| 10月30日 昼 | 立川志の輔   |
| 10月30日 夜 | 春風亭一之輔 |
| 10月31日 昼 | 立川志らく   |
| 10月31日 夜 | 桂宮治       |
| 11月1日 昼  | 笑福亭鶴瓶   |
| 11月1日 夜  | 春風亭昇太   |

## 芸歴
- 2006年3月 - 立川談春に入門[1]、「こはる」を名乗る。
- 2012年 - 二ツ目昇進[1]。
- 2023年5月 - 真打昇進、「小春志」に改名。

## 活動
- 漫談家・遠峰あことのユニット「あこはる」、演芸男装ユニット「輝美男五（きびだんご）」[14]での活動や、春風亭ぴっかり☆→蝶花楼桃花、春風亭柳枝（9代目）との二人会などを定期的に開催している。
- 所属団体や流派の垣根を超えた女流落語家ユニット「落語ガールズ」に所属している。
- 日本舞踊を尾上五月に、和伝流手裏剣道を木﨑克彦に師事。手裏剣道は名誉初段位[15]。
- 2023年9月より東京農工大学広報大使に就任[16]。
- 1982年生まれの、落語界五派の所属で一緒に落語会をしている「昭和57年会」（笑福亭べ瓶、三遊亭志う歌、三遊亭好の助、立川小春志、春風亭昇也）の一員。

## 出演

### バラエティ
- 笑点特大号（BS日テレ） - 若手大喜利レギュラー
- ホウドウキョク土曜のちよ箱 - 2015年10月10日放送
- 桂雀々の大判小判がじゃくじゃく（BS12お宝噺） - 2015年1月～6月（アシスタント）
- まる得マガジンまる得マガジン 落語でつかむ話し方の極意 （NHK） - 2017年5月15日 -
- セブンルール （関西テレビ）- 2019年7月23日

### ラジオ
- 笑福亭鶴瓶 日曜日のそれ（ニッポン放送、2023年12月31日）

### テレビアニメ
- 昭和元禄落語心中 （2016年1月）- 初太郎（幼少）役
  - 昭和元禄落語心中 -助六再び篇- 2017年1月

### ナレーション
- 『村上海賊の娘』書店・webプロモーションムービー（新潮社、2014年）

### イベント
- 週プレ酒場ならではの女流落語会（2017年、歌舞伎町・週プレ酒場）[9]